# Австрия на «Евровидении-1991»
Австрия участвовала в тридцать шестом выпуске телевизионного конкурса Евровидение-1991, который проходил 4 мая в телестудии RAI в Риме, Италия. Страну представлял певец Томас Форстнер с песней Venedig im Regen («Венеция под дождём»), написанной Робби Музенбихлером, Хубертом Мозером и Вольфгангом Эльтнером. Ранее Форстнер уже участвовал на Евровидение-1989 с песней Nur ein Lied, благодаря которой он занял пятое место, зафиксировав второй крупный успех Австрии после победы Удо Юргенса на Евровидение-1966. По итогам голосования, Форстнер занял 22-е (последнее) место, набрав ноль очков, зафиксировав, тем самым, третий раз получения Австрией нулевого результата. Конкурс был показан на канале ORF eins с комментариями Герберта Дорбовольного. Глашатаем, объявлявшим очки австрийского жюри, была Габриэле Гаринг.

## Предыстория
Перед участием в Евровидение-1991 Австрия уже принимала участие в этом конкурсе 27 раз с момента своего дебюта в 1957 году. За это время страна выигрывала Евровидение только однажды: в 1966 году в Люксембурге с песней Merci, Chérie в исполнении Удо Юргенса. В 1967 году Австрия впервые проводила конкурс у себя в бальном зале дворца Хофбург в Вене. Помимо этого, Австрия шесть раз оказывалась на последнем месте. В последний раз это произошло в 1988 году, когда заявка Lisa Mona Lisa в исполнении Уилфрида финишировала с нулевым результатом. В 1990 году заявка Keine Mauern mehr в исполнении Симоны Штельцер заняла десятое место, набрав 63 очка.

## До «Евровидения»

### Национальный финал
Австрийская телекомпания ORF выбирало заявку на участие в Евровидение как путём внутреннего отбора, так и с помощью национального финала. Для участия на Евровидение-1991 телекомпания приняла решение организовать национальный финал. Данную процедуру уже использовали годом ранее. Национальный финал состоялся 16 марта 1991 года в телецентре ORF в Вене. Ведущими были Андреас Степпан и Николь Фендезак. Десять песен было представлено в финале, а победитель определялся путём комбинации 50:50, где 50 % составляли голоса членов жюри, а другие 50 % составляли голоса телезрителей. Среди конкурсантов национального финала оказались певица Анита, представлявшая Австрию на Евровидение-1984, Томас Форстнер, представлявший Австрию на Евровидение-1989 и будущий двухкратный представитель Австрии на Евровидение Тони Вегас (1992, 1993).
| Порядок выступления | Исполнитель         | Название песни                | Место |
| ------------------- | ------------------- | ----------------------------- | ----- |
| 1                   | Алекс               | Zurück zu dir                 | 8     |
| 2                   | Эрвин Брос          | Nur vom Frieden zu reden      | 4     |
| 3                   | Наташа              | Gebt den Kindern dieser Welt… | 10    |
| 4                   | Three Girl Madhouse | 1001                          | 9     |
| 5                   | Анита               | Land in Sicht                 | 7     |
| 6                   | Fresh               | Spürst du…                    | 6     |
| 7                   | Тони Вегас          | Wunder dieser Welt            | 2     |
| 8                   | Курт Штром          | Feuer                         | 5     |
| 9                   | Алекс и Элиза       | Du und ich                    | 3     |
| 10                  | Томас Форстнер      | Venedig im Regen              | 1     |

## На «Евровидении»
Томас Форстнер выступал под номером 6, между Швейцарией и Люксембургом. Его выступление подверглось критике из-за несуразного внешнего вида (длинный маллет и фиолетовый костюм фигуриста с рюшами) и откровенно слабой конкурсной песни. В конце голосования это привело к тому, что Австрия заняла 22-е (последнее) место, набрав ноль очков, зафиксировав, тем самым, третий раз получения Австрией нулевого результата. 12 очков австрийское жюри присудило вице-чемпиону конкурса, Франции. Рихард Остеррайхер был дирижёром во время исполнения австрийской песни.